# Leucocrinum montanum
Espèce
Classification APG III (2009)
Leucocrinum montanum est une espèce de plantes de la famille des asparagacées.